# Swindon Supermarine F.C.
Swindon Supermarine FC là một câu lạc bộ bóng đá bán chuyên nghiệp có trụ sở tại South Marston, gần Swindon, Anh. Đội bóng hiện thi đấu tại Southern League Premier Division South và có sân nhà ở Sân vận động Wiltshire Webbswood.

## Danh hiệu

### Hạng đấu
- Hellenic Football League Premier Division:[2]
  - Vô địch (2): 1997–98, 2000–01
- Southern Football League West Division
  - Đội thắng trận play-off: 2017–18

### Cúp
- Wiltshire Premier Shield[3][4]
  - Vô địch (2) 1996–97, 2006–07, 2018–19, 2021–22
  - Á quân (3) 1994–95, 1998–99, 2002–03
- Wiltshire Senior Cup[3][5][6][7]
  - Vô địch (1): 2016–17
  - Á quân (1): 1993–94
- Hellenic Football League Challenge Cup:.[5][8][9][10]
  - Vô địch (2): 1996–97, 1999–00
  - Á quân (2): 1994–95, 2000–01
- Hellenic Football League Floodlit Cup:[5][9]
  - Vô địch (3): 1997–98, 1999–00, 2000–01
  - Á quân (1): 1995–96

## Thống kê
- Thành tích tốt nhất tại hạng đấu: Xếp thứ 10 tại Southern League Premier Division, mùa giải 2010–11[2]
- Thành tích tốt nhất tại FA Cup: Vòng hai mùa giải 2010–11[2]
- Thành tích tốt nhất tại FA Trophy: Vòng ba mùa giải 2008–09[2]
- Thành tích tốt nhất tại FA Vase: Vòng hai mùa giải 1998–99, 1999–2000[2]